# Cysta (biologia)

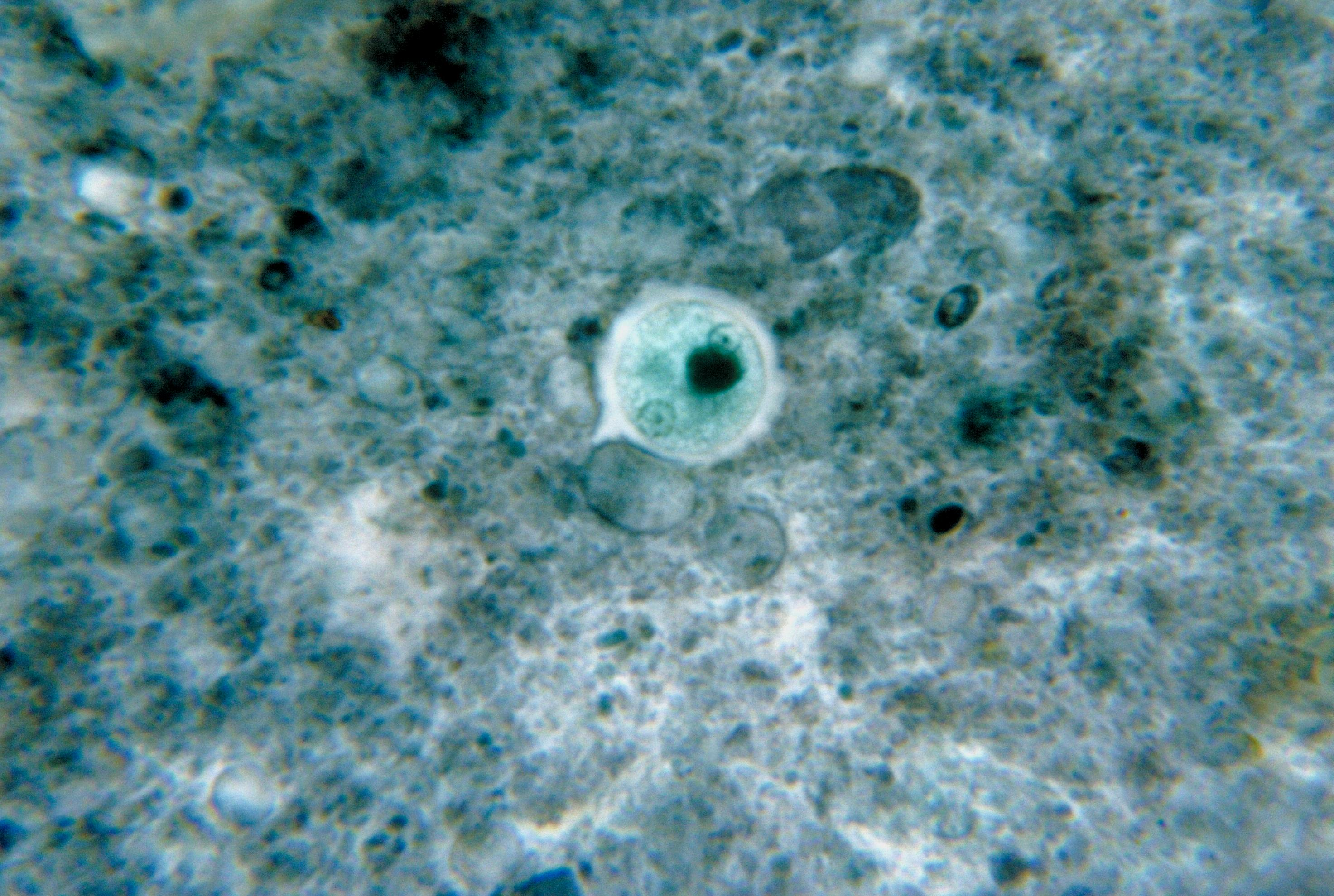
Cysta Entamoeba histolytica

Cysta – rodzaj przetrwalnika tworzący się w warunkach niekorzystnych dla rozwoju niektórych wiciowców, pierwotniaków (np. u pełzaka czerwonki) i bakterii (np. z rodzaju Azotobacter).
W cystach Azotobacter, podobnie jak w przetrwalnikach rodzaju Bacillus, procesy związane z oddychaniem są znacznie spowolnione. Są one odporne na wysychanie, promieniowanie ultrafioletowe i jonizujące, a także urazy mechaniczne. Są jednak wrażliwe na wysokie temperatury (przeciwnie niż endospory). Są zdolne do szybkiego metabolizowania źródeł energii ze środowiska. Ich powstawanie jest stymulowane m.in. przez butanol i kwas 3-hydroksymasłowy.